# کرکنتورپ
کرکنتورپ (به انگلیسی: Crackenthorpe) یک روستا و محله مدنی در بریتانیا است که در منطقه ادن واقع شده‌است. کرکنتورپ ۷۷ نفر جمعیت دارد.